# Sông Đại Hán
Đại Hán (tiếng Trung: 大漢溪; bính âm: Dàhàn Xī; Bạch thoại tự: Tāi-hàn-khe) là một dòng sông tại miền bắc Đài Loan. Đây là dòng chính của sông Đạm Thủy với chiều dài 135 km và diện tích lưu vực là 1.163 km² trải rộng tại Tân Bắc, Đào Viên, và Tân Trúc. Khởi nguồn của sông là sông Tháp Khắc Kim hay còn gọi là sông Thái Cương nằm tại hương Tiêm Thạch, Tân Trúc chảy từ núi Phẩm Điền với độ cao 3100 mét. Trên sông Đại Hán có đập Thạch Môn ở huyện Đào Viên để hình thành hỗ trữ nước Thạch Môn. Đập Vinh Hoa cách đó 26 km về phía thượng nguồn và được thiết kế để ngăn cản tích tụ phù sa cho hồ Thạch Môn.

## Chi lưu

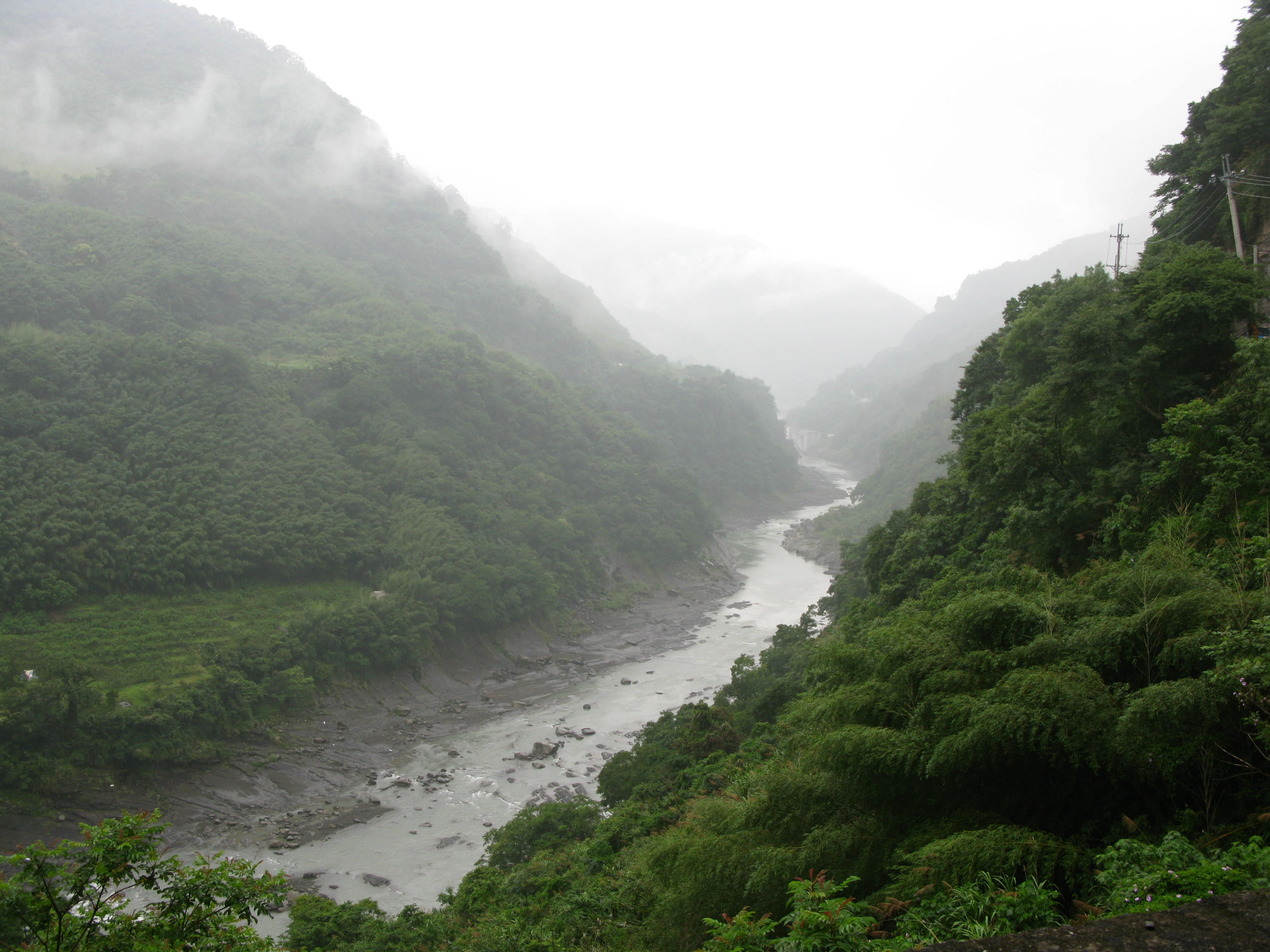
Đầu nguồn sông Đại Hán

- sông Đại Hán (大漢溪)：Tân Bắc, Đào Viên, Nghi Lan, Tân Trúc
  - sông Tháp Liêu Khanh (塔寮坑溪)：Tân Bắc, Đào Viên
  - sông Tam Hiệp (三峽河/三峽溪）：Tân Bắc, Đào Viên
    - sông Hoành (橫溪)：Tân Bắc
    - sông Đại Báo (大豹溪)：Tân Bắc

  - sông Thảo Lĩnh (草嶺溪)：Đại Khê, Đào Viên
  - sông Đả Thiết Khanh (打鐵坑溪)：Đào Viên
  - sông Tam Dân (三民溪)：Đào Viên
  - sông Hà Vân (霞雲溪)：Đào Viên
    - sông Khố Chí (庫志溪)

  - sông Vũ Nội (宇內溪)：Đào Viên
  - sông Nghĩa Hưng (義興溪)：Đào Viên
  - sông Tuyết Vụ Náo (雪霧鬧溪) hay sông Tây Bố Kiều (西布喬溪)：Đào Viên
  - sông Bảo Lý Khố (寶里苦溪)：Đào Viên
  - sông Tạp Lạp (卡拉溪) hay sông Lạp Lạp (拉拉溪)：Đào Viên
  - sông Tam Quang (三光溪)：Đào Viên, Nghi Lan
    - sông Tháp Mạn (塔曼溪)：Đào Viên

  - sông Mã Lý Khoát Hoàn (馬里闊丸溪)（sông Ngọc Phong (玉峰溪）：Đào Viên, Tân Trúc
    - sông Đài Diệu (抬耀溪)：Đào Viên, Tân Trúc
    - sông Thái Bình (泰平溪)：Đào Viên, Tân Trúc
    - sông Thạch Lỗi (石磊溪]]：Tân Trúc
    - sông Tát Khắc Á Kim (薩克亞金溪) hay sông Bạch Thạch （白石溪）：Tân Trúc
    - sông Tháp Khắc Kim 塔克金溪（sông Thái Cương 泰崗溪）：Tân Trúc
      - sông Tư Ô Khố Tư (斯烏庫斯溪) sông Uyên Ương（鴛鴦溪）